# Krematorium v Olomouci
Krematorium v Olomouci se nachází v městské části Neředín na ústředním hřbitově. Spolu se hřbitovem a ostatními stavbami je krematorium chráněno jako nemovitá kulturní památka České republiky.

## Historie
Místní odbočka spolku Krematorium vznikla v Olomouci již roku 1920. O dva roky později se městské zastupitelstvo pokusilo zřídit krematorium adaptací kaple, která byla v majetku města, a uvažovalo o zadání tohoto projektu Pavlu Janákovi. K tomu nedošlo, protože se proti záměru postavily olomoucké farní úřady, které poslaly stížnost Zemskému úřadu.
Prosadit stavbu samotného krematoria ve městě, kde sídlí katolické arcibiskupství, se podařilo až roku 1927. Město ustoupilo od adaptace kaple, zakoupilo pozemky u městského hřbitova v Neředíně a vypsalo soutěž. Zadaný rozpočet byl snížen na minimum, což pomohlo funkcionalistickým návrhům – levná stavba, minimální zařízení schopné provozu a další úsporné, minimalistické funkce.
Mezi navrhovanými projekty byly kromě vítězného návrhu Aloise Šajtara také návrhy od Jana Gillara a Pavla Janáka. Stavba byla realizována v letech 1931–1932 a půjčkou na ni přispěl spolek Krematorium. Stavbu provedl olomoucký stavitel Jan Hublík, technické zařízení dodal olomoucký inženýr Julius Schmalz.

### Exteriér
Kvádr obřadní budovy je tvořen železobetonovou konstrukcí s vyplněným zdivem. Vertikální pilíře a okenní pásy jsou v kontrastu s horizontálními přístavky kolumbária. Kolumbárium bylo později nahrazeno lehkým sloupovým ochozem. Při rekonstrukci krematoria došlo k opětovnému obložení celé budovy modrošedými keramickými kachli.

### Interiér
Světlemodré stěny jsou v kontrastu s tmavomodrým stropem. Skladbu doplňují černé železobetonové rámy a skla čelní vitráže s ptákem Fénixem, kterou navrhl Josef Kaplický.